# Euthalia lusiada
Euthalia lusiada is een vlinder uit de onderfamilie Limenitidinae van de familie Nymphalidae. De wetenschappelijke naam van de soort is voor het eerst geldig gepubliceerd in 1863 door vader en zoon Felder.